# F-22 Raptor
F-22 Raptor produs de Lockheed Martin/Boeing este un avion de vânătoare cu un singur loc, face parte din generația a cincea  de avioane militare care dispun de supermanevrabilitate și tehnologie stealth. A fost proiectat în primul rând ca un avion de vânătoare cu superioritate aeriană, dar are și alte capabilități adiționale cum ar fi atacuri la sol, tehnici de luptă folosind arme eletronice și rolul de interceptare a semnalelor inamice. Lockheed Martin Aeronautics este principalul contractor și este responsabil pentru marea parte din fuzelaj, pentru sistemele de armament și pentru asamblarea finală a lui F-22 Raptor. Partenerul de program Boeing Defense, Space & Security a furnizat aripile, fuzelajul de la pupă, integrarea echipamentelor de zbor și control, și toate sistemele de antrenare a piloților și a sistemelor de mentenanță.
Aeronava a fost denumită F-22 și F/A-22 în anii de dinaintea intrării în serviciul F.A. USA în decembrie 2005 când a fost redenumit ca F-22A. În ciuda unei perioade de dezvoltare prelungite și costisitoare, Forțele Aeriene ale Statelor Unite ale Americii consideră că F-22 este o componentă critică pentru viitorul puterii aeriene tactice a Statelor Unite, și mărturisește că aeronava nu are rival în comparație cu alte avioane de vânătoare existente sau în construcție, în timp ce Lockheed Martin afirmă că pentru F-22 Raptor combinația de tehnologie stealth, viteză, agilitate, precizie și conștientizarea situației în colaborare cu abilitățile de luptă aer-aer și aer-sol, îl fac să fie cel mai bun avion de vânătoare la modul general din lume în prezent. Angus Houston, șeful Forței de Apărare din Australia, a spus în 2004 ca „F-22 va fi cel mai impresionant avion de vânătoare construit vreodată.”
Costul ridicat al aeronavei, lipsa unor misiuni de luptă aer-aer din cauza întârzierii programelor avioanelor de vânătoare din generația a cincea de fabricație rusească și chineză, o interzicere a exporturilor de F-22 Raptor din partea Statelor Unite ale Americii, și dezvoltarea continuă a unor avioane militare de tip F-35, mai versatile și mai ieftine au dus la încheierea producției de F-22 Raptor. În aprilie 2009, Departamentul de Apărare al Statelor Unite ale Americii au propus încetarea plasării de noi comenzi, subiect supus aprobării Congresului, pentru un număr final de 187 de F-22 Raptor produse. Pentru anul fiscal 2010 a fost semnat în octombrie 2009, Actul de Autorizație a Apărării Naționale, unde producția pentru F-22 Raptor a fost încetată.

## Dezvoltare

### Origini

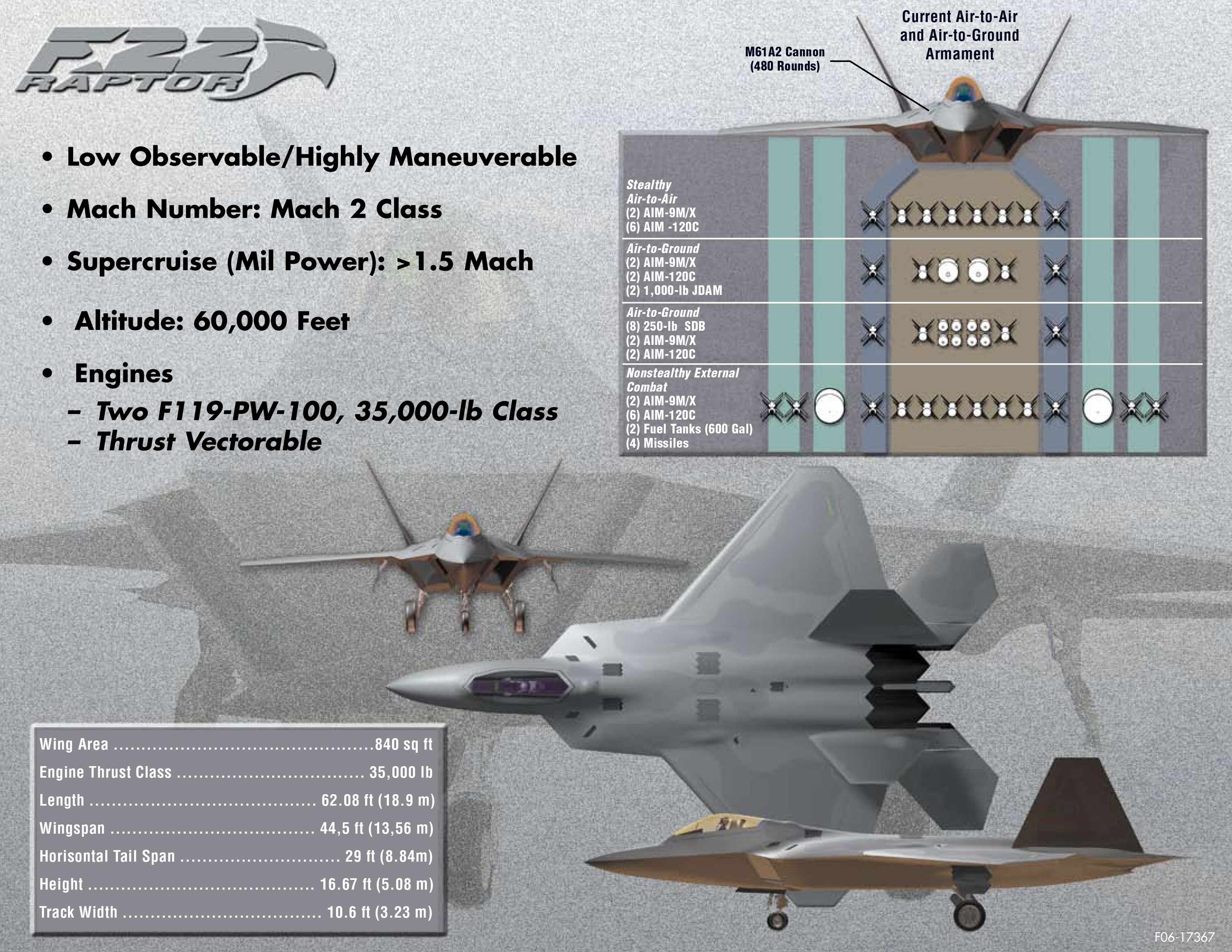

În 1981 Forțele Aeriene ale Statelor Unite ale Americii a propus o nouă cerință pentru un nou avion de vânătoare de superioritate aeriană, Avionul Avansat de Luptă Tactică, pentru a înlocui abilitățile lui F-15 Eagle, în primul rând F-15A, B, C și variantele D. AALT a fost o demonstrație și validare a programului întreprins de F.A. USA în dezvoltarea unei noi generații de avioane militare de superioritate aeriană pentru a contracara amenințările emergente la nivel mondial, incluzând dezvoltarea și proliferarea avioanelor militare din epoca sovietică de tip Sukhoi Su-27. S-a prevăzut că ATF va incorpora tehnologii emergente, precum aliaje avansate și materiale compozite, sisteme de control avansate de tip fly-by-wire, sisteme de propulsie de putere mare și tehnologie stealth sau detectabilitate radar redusă.
O cerere de propunere a fost emisă în iulie 1986 și două echipe contractante Lockheed/Boeing/General Dynamics și Northrop/McDonnell Douglas au fost selectate în octombrie 1986 să întreprindă o fază de demonstrație și validare timp de 50 de luni, culminând cu zborurile de test a două avioane prototip, YF-22 și YF-23. Fiecare echipă de proiectare a produs două prototipuri care avea două opțiuni de motoare, una din ele fiind de tipul propulsiei vectoriale. Turboventilatorul Pratt & Whitney F119 cu propulsie vectorială a fost ales în ciuda cheltuielii în plus și a complexității, deoarece permite raze de întoarcere mai strânse, o capacitate valoroasă în luptele aeriene.
În timpul procesului de dezvoltare de la sfârșitul anilor 1980, creșterea așteptată, mărirea greutății de la decolare a avioanelor AALT și costurile de fabricație au scos din producție multe abilități. Un sistem dedicat de localizare și urmărire prin infraroșu a fost modificat de la afișaj color la afișaj într-o singură culoare ca mai apoi să fie eliminat, radarele laterale au fost eliminate și scaunul de ejectare a fost modificat la modelul ACES II a companiei McDonnell Douglas (în locul unui design nou capabil să acopere întreaga plajă de zbor).
Pe 23 aprilie 1991, Forțele Aeriene ale Statelor Unite ale Americii au încheiat competiția de design și a zborurilor de test prin anunțarea avionului Lockheed YF-22 drept câștigător. S-a anticipat în acea vreme ca 650 de aeronave vor fi comandate.
Folosește 2 supercomputere care gestionează toate funcțiile avionului.
Dispune de radar AN/APG-77 cu baleiaj electronic activ. De asemnenea poate fi conectat electronic cu senzori de pe alte platforme (sensor fusion).
Avionul este greu detectabil prin radar.
Poate să zboare în regim de croazieră la viteze supersonice (supercruise).
Dispune de control vectorial al tracțiunii, cu duze de evacuare a gazelor orientabile.
A fost conceput pentru a înlocui/suplini avionul F-15 Eagle, ca răspuns la apariția avionului sovietic Suhoi Su-27 în anii 1980.

## Variante
- YF-22A - pre-producție, 2 modele construite pentru demonstratie
- F-22A - monoloc, a fost proiectat la inceputul aniilor 2000
- F-22B - dublu loc, dar a fost abandonat din cauza salvarii bugetului

## Utilizatori

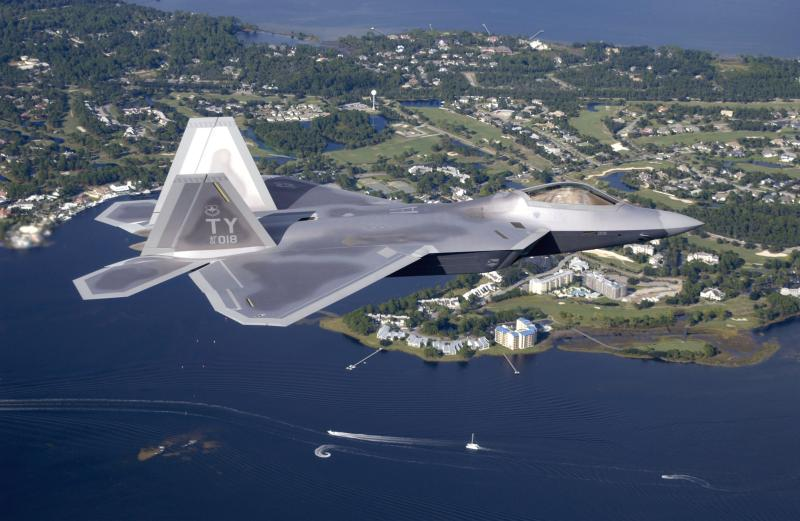
F-22 zburand peste Florida

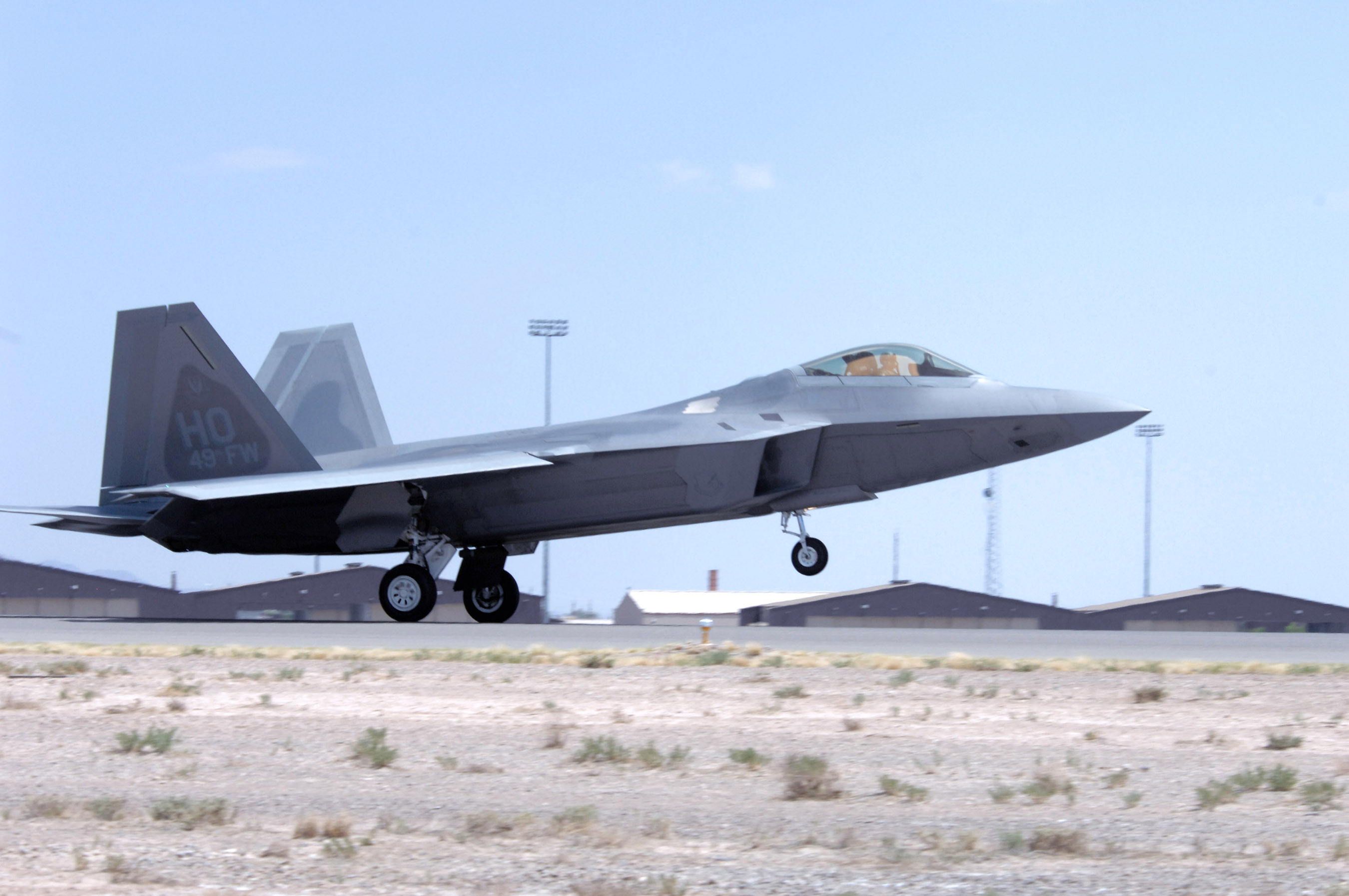
Un F-22 aterizand la Holloman AFB, New Mexico

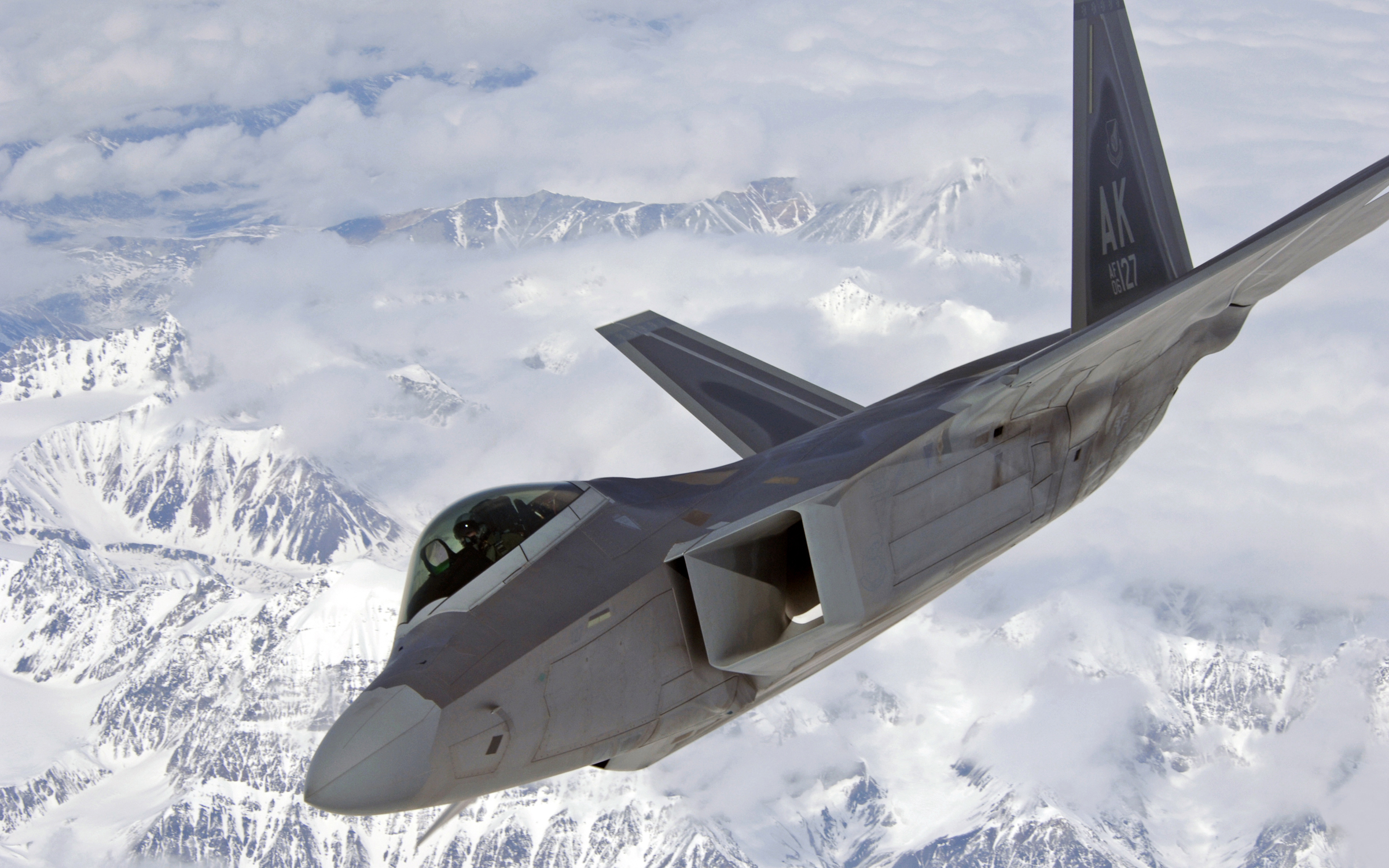
Un F-22,al bazei Elmendorf AFB, Alaska, zburand peste munti.

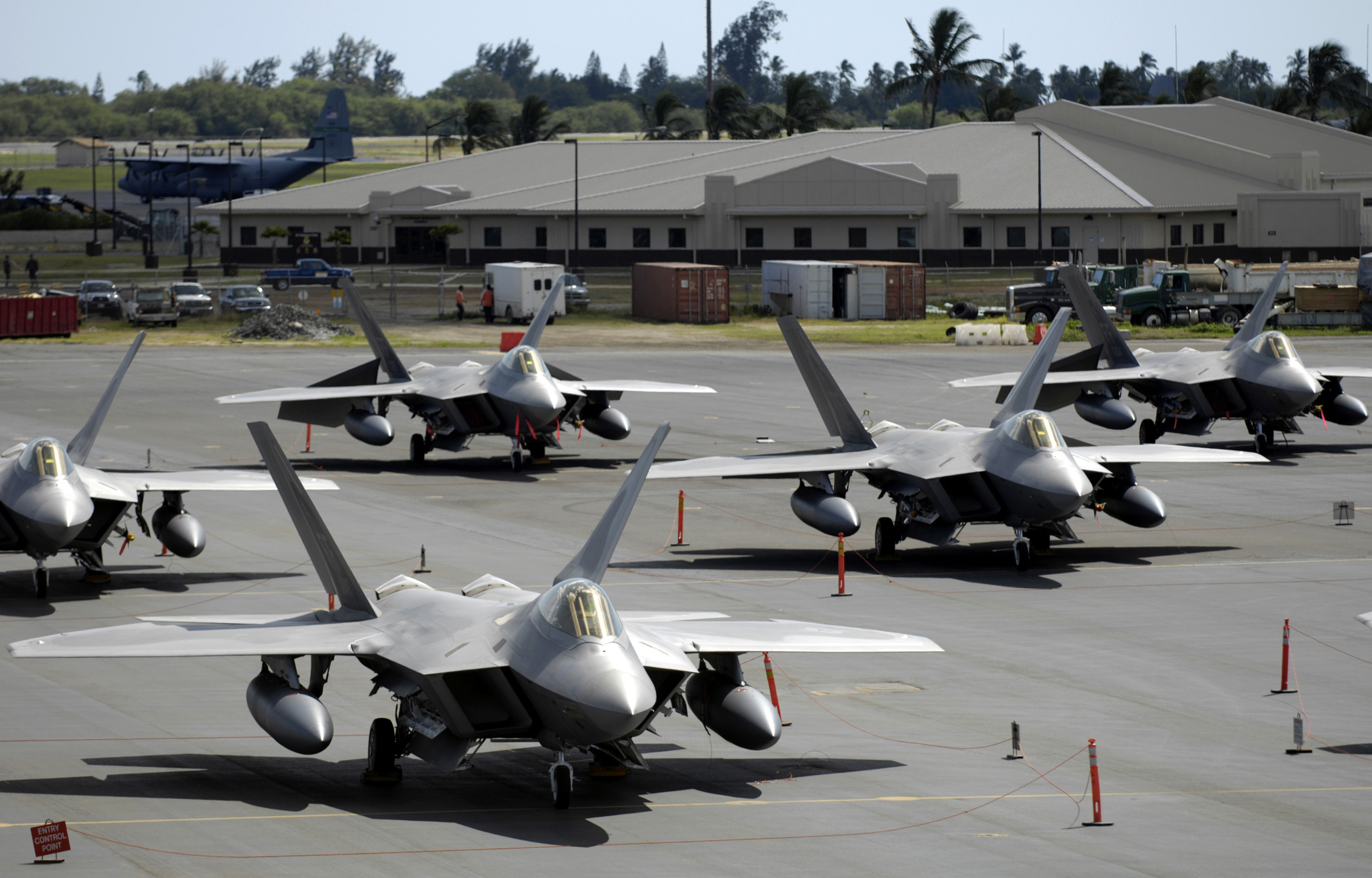
F-22 cu rezervoare externe in drum catre Kadena Air Base, Japan, din Langley AFB, Virginia

Statele Unite ale Americii
- United States Air Force

Aviata americana este singurul operator. A comandat 8 pentru teste si 187 pentru escadrile.  In Noiembrie 2012, avea 184 avioane in inventar.
Air Combat Command
- 1st Fighter Wing - Langley Air Force Base, Virginia

27th Fighter Squadron
94th Fighter Squadron
- 53d Wing - Tyndall Air Force Base, Florida

422d Test and Evaluation Squadron (Nellis Air Force Base, Nevada)
- 57th Wing - Nellis AFB, Nevada

433d Weapons Squadron
- 325th Fighter Wing - Tyndall AFB, Florida

43d Fighter Squadron
95th Fighter Squadron
Air Force Materiel Command
- 412th Test Wing - Edwards Air Force Base, California

411th Flight Test Squadron
Pacific Air Forces
- 3d Wing - Elmendorf Air Force Base, Alaska

90th Fighter Squadron
525th Fighter Squadron
- 15th Wing - Hickam Air Force Base, Hawaii

19th Fighter Squadron
Air National Guard
- 192d Fighter Wing - Langley AFB, Virginia

149th Fighter Squadron
- 154th Wing - Hickam Air Force Base, Hawaii

199th Fighter Squadron
Air Force Reserve Command
- 44th Fighter Group - Tyndall AFB, Florida

301st Fighter Squadron
- 477th Fighter Group - Elmendorf AFB, Alaska

302d Fighter Squadron

## Specificații tehnice
Caracteristici generale:
- Echipaj: 1
- Lungime: 18.92 m
- Anvergura aripilor: 13,56 m
- Înălțime: 5,08 m
- Suprafața aripilor: 78,04 m²
- Greutate gol : 19.700 kg
- Greutatea maximă de decolare: 38,000 kg
- Motoare: 2 × Pratt & Whitney F119-PW-100 (două turboreactoare cu flux dublu)
  - Forță: 26.000 lb[250] (116 kN) fiecare
  - Forță cu postcombustie: 35.000+ lb (156+ kN) fiecare
- Capacitatea de combustibil: 8.200 kg intern, sau 12.000 kg cu două rezervoare externe de combustibil

Performanță:
- Viteza maximă: 2,25 Mach (1.500 mph, 2.410 km/h)
- Rază de acțiune: > 2,960 km cu două rezervoare externe de combustibil.
- Suportă încărcare g în viraje de maxim: −3.0/+9.0 g[104]

Armament:
- un tun Gatling tip M61A2 Vulcan, calibrul 20 mm (0.787 in), cu 6 țevi, 480 proiectile
- Rachete aer-aer 
  - 6× AIM-120 AMRAAM
  - 2× AIM-9 Sidewinder
- Rachete aer-sol
  - 2× 450 kg JDAM sau 8× 110 kg bombe GBU-39 cu diametru mic
  - 2× AIM-120 AMRAAM
  - 2× AIM-9 Sidewinder

## Avioane similare
- Dassault Rafale
- Eurofighter Typhoon
- F-35 Lightning II
- Jas-39 GRIPEN